# Русская Сада
Русская Сада — деревня в Фалёнском районе Кировской области. 

## География
Находится на берегу небольшой речки Сада, впадающей в Чепцу, на расстоянии примерно 12 километров по прямой на восток-юго-восток от районного центра поселка Фалёнки.

## История
Основана в 1678 года Верхочепецким монастырем как починок Садинский. В 1764 году учтено 68 жителей. В 1873 году отмечено дворов 23 и жителей 199, в 1905 43 и 304, в 1926  60 и 263, в 1950 31 и 94. В 1989 году учтено 43 жителя. В настоящее время деревня носит дачный характер. До 2020 года входила в Фалёнское городское поселение, ныне непосредственно в составе Фалёнского района.

## Население
Постоянное население  составляло 15 человек (русские 100%) в 2002 году, 8 в 2010.